# Glaucoma da cortisone
Si definisce glaucoma da cortisone una forma di glaucoma che può insorgere in seguito all'instillazione prolungata (mesi o anni) nel sacco congiuntivale di colliri o pomate a base di farmaci cortisonici.
In ogni caso, è stata riscontrata una certa predisposizione genetica nei soggetti ammalati. Ciò suggerisce che l'insorgenza della patologia non sia associata solo alla somministrazione dei farmaci.